# Гура, Константин Алексеевич
Константин Алексеевич Гура (25 мая 1925 — 23 ноября 2011) — советский и украинский геолог, доктор геолого-минералогических наук, профессор. Участник Великой Отечественной войны.

## Биография
Родился 25 мая 1925 года в Киеве.
В 1950 году с отличием окончил Киевский государственный университет имени Т. Г. Шевченко и аспирантуру при кафедре геофизических методов поисков и разведки полезных ископаемых (кафедра геофизики) этого университета.
С 1951 года работал ассистентом кафедры геофизических методов поисков и разведки месторождений полезных ископаемых геологического факультета. С 1954 года — старший преподаватель той же кафедры. Через два года стал доцентом кафедры. В 1972—1974 годах исполнял обязанности заведующего кафедры. В 1988—1998 годах — профессор кафедры геофизики. С 1998 года — главный, а с 2000 по 2001 год — ведущий научный сотрудник научно-исследовательской части.
Преподавал курсы «Теория поля», «Магниторазведка» и «Интерпретация магнитных аномалий».
Основное направление научной деятельности: проблемы интерпретации данных магнитометрии. Разработал оригинальные графо-аналитические и таблично-аналитические методы количественной интерпретации магнитных аномалий при применении трёхкомпонентного магнитометра. Автор более 70 научных изданий, из которых два учебных пособия и четыре монографии.
Был активным участником комплексных геофизических работ и геологических съёмок в Казахстане, на Северном Кавказе, Харьковской области, Среднем Приднепровье и Побужье.
Сын Константина Гуры, Виктор, стал учёным в области истории, доктор наук, профессор.

## Труды
- Гура К. А. Интерпретация магнитных аномалий над сферическими объектами, штоками, пластообразными телами и контактами // Вид. об'єднання «Вища школа» — 1975. — 319 с.
- Гура К. А. Таблично-аналитическая интерпретация магнитных аномалий: Учебное пособие. — Киев, УМА.: 1990. — 147 с.
- Гура К. А. Параметр геомагнитного поля DТа и его информативность // ГФЖ. 1998. № 2 (соавтор);
- Гура К. О., Грищук П. І. Інтерпретація магнітних аномалій в автоматизованому режимі / Навч. посібник. — Київ, ВПЦ Київський університет: 2000. — 155 с. (соавтор)

## Награды
Награждён Орденом Отечественной войны; медалями: «За отвагу», «Защитнику Отчизны», «За победу над Германией в Великой Отечественной войне» и 15 юбилейными медалями.
Награждён грамотой Министерства геологии УССР (1972), грамотой министра Высшего и среднего специального образования (1975), знаком Минвуза СССР (1984), медалями: Ветеран труда (1986), 1500-летия Киева (1988).